# Księstwo łowickie
Księstwo łowickie (łac. Ducatus Loviciensis, ros. Ловичское княжество, gw. Ksinstwo) – historyczna nazwa regionu położonego na południowo-zachodnim Mazowszu, w dorzeczu Bzury, wokół miast Łowicza i Skierniewic. Od wczesnego Średniowiecza do rozbiorów Rzeczypospolitej Obojga Narodów stanowiło kompleks dóbr arcybiskupstwa gnieźnieńskiego, w XIX wieku własność carów Rosji.
Księstwo łowickie zachowało swoją tożsamość jako odrębny obszar historyczny i etnograficzny zamieszkany przez grupę etnograficzną Księżaków posługujących się gwarami łowickimi. Jej odrębność wynika z wielowiekowej przynależności do dóbr kościelnych.

## Historia
Istniejąca od wczesnego średniowiecza kasztelania łowicka stanowiła pierwotnie kompleks dóbr arcybiskupów gnieźnieńskich rozciągający się wokół Łowicza, potwierdzony jako uposażenie arcybiskupstwa gnieźnieńskiego już w 1136 roku. Gwałtowny rozwój osadnictwa na jego obszarze miał miejsce dopiero w XIV wieku za rządów arcybiskupów Janisława oraz Jarosława Bogorii Skotnickiego. Własność ta w późniejszych latach pomnażana była nadaniami królewskimi i sejmowymi.

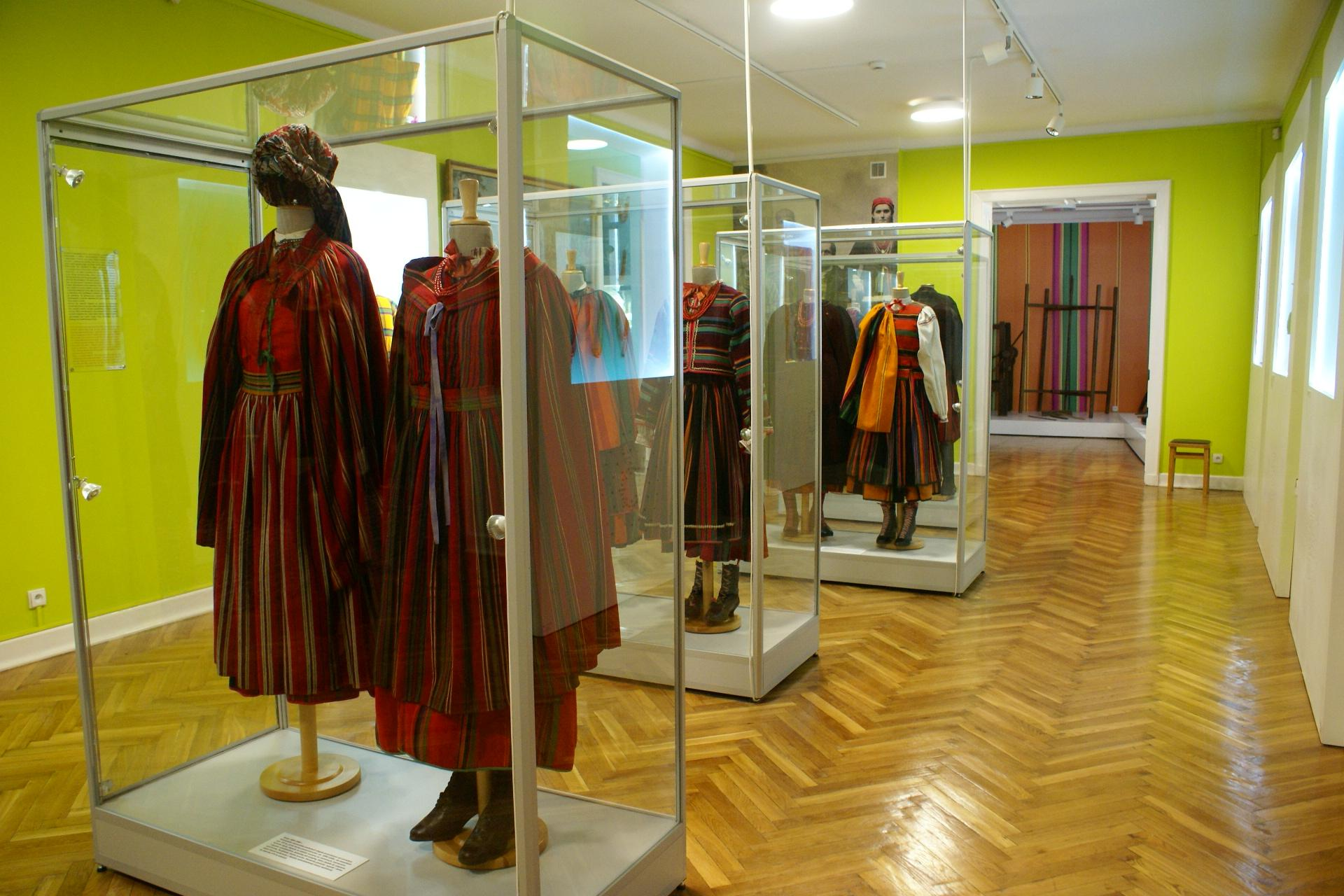
XIX-wieczny ubiór księżacki

W 1795 r., po III rozbiorze Polski, księstwo łowickie zostało przejęte przez rząd pruski, następnie przez Napoleona Bonapartego (1806), który przekazał je jako donację dla marszałka Francji Louisa Davouta (1807). W 1815 r. stało się własnością rządową Królestwa Polskiego, a w 1820 r. zostało nadane przez cara Aleksandra wielkiemu księciu Konstantemu i jego żonie Joannie Grudzińskiej (księżnej łowickiej).
W 1838 mieszkańcy księstwa łowickiego, jako jedna z pierwszych grup chłopów w kraju, zostali uwłaszczeni. Nadziały gruntów ornych nadane wówczas Księżakom liczyły od 30 do 50 mórg; w posiadanie gromad weszły również wspólne pastwiska. Zniesienie pańszczyzny i podział gruntów między chłopów wiązał się ze znacznym wzrostem ich zamożności oraz rozkwitem oryginalnej kultury materialnej, który przypada na połowę XIX wieku; dzięki upowszechnieniu hodowli owiec ukształtował się wówczas tradycyjny ubiór księżacki.
Od 1838 r. do I wojny światowej księstwo pozostawało bezpośrednią własnością carów, którzy często urządzali w okolicy wielkie polowania. W tym celu decyzją cara w lasach na terenie księstwa (Zwierzyniec i Bażantarnia w obecnej gminie Maków) utworzono zwierzyniec oraz bażantarnię, w których hodowano zwierzynę łowną. Pod koniec XIX wieku w zwierzyńcu tym przebywało ok. 500 danieli oraz 30 jeleni, a także ok. 500 sztuk bażantów.

## Nazwa

### Nazwa zwyczajowa
Wyraz książę był od XIV w. stosowany w odniesieniu do arcybiskupów gnieźnieńskich, od 1417 r. określanych mianem Prymasów Polski, pełniących w okresie bezkrólewia ważną rolę państwową interrexa. Jego użycie m.in. przez Kazimierza III Wielkiego w stosunku do Jarosława Bogorii Skotnickiego (książę nasz miły, książę i radca nasz najmilszy) miało jednak tylko charakter grzecznościowy i nie oznaczało realnego tytułu monarszego. Obszar dóbr łowickich nadal był wówczas oficjalnie określany mianem kasztelanii łowickiej.
Nazwę księstwo łowickie utworzono od zwyczajowego określenia sprawującego nad nim zwierzchność arcybiskupa. Jej pierwsze poświadczone użycie miało miejsce w inwentarzach dóbr (łac. Inventarium Ducatus Loviciensis) z 1739, odkąd opatrywane nią były wszystkie spisy do rozbiorów.

### Nazwa urzędowa
W 1820 r., na mocy dekretu cara Aleksandra I, na obszarze dóbr arcybiskupstwa z czasów I Rzeczypospolitej utworzono oficjalnie księstwo łowickie. Zostało ono nadane Wielkiemu Księciu Konstantemu, podczas gdy jego żonie Joannie Grudzińskiej nadano tytuł księżnej łowickiej. Granice carskiego księstwa łowickiego istniejącego do odzyskania niepodległości przez Polskę w dużej mierze pokrywały się z granicami wcześniejszych dóbr arcybiskupstwa. Po 1918 r. nazwa ta pozostawała w użyciu, ale ma odtąd charakter wyłącznie historyczno-kulturowy.

### Nazwa etnograficzna
Niezależnie od zmian administracyjnych z 1918 r., nazwa księstwo łowickie pozostaje obecna w świadomości grupy etnograficznej Księżaków i jest używana jako określenie obszaru jej zamieszkania. Aniela Chmielińska, opisując kulturę księżacką, stosowała nazwę księstwo łowickie. We współczesnych publikacjach z dziedziny etnografii i dialektologii często stosuje się jednak niejednoznaczne terminy Łowickie i ziemia łowicka, odnoszące się zwykle do terenów kulturowo księżackich niezależnie od historycznych granic księstwa łowickiego, ale również do powiatu łowickiego.
Ziemie nieksiężackie wraz z ich ludnością przynależącą do innych grup etnograficznych, kulturowo wyraźnie odróżniająca się od Księżaków, są w księstwie łowickim tradycyjnie określane jako ślacheccyzna i ślachciorze. Dla społeczności księżackiej zamieszkującej poza historycznymi granicami regionu (na rozparcelowanych majątkach szlacheckich) Halina Świderska odnotowała w I poł. XX w. nazwę ślacheccorze.

## Zasięg terytorialny

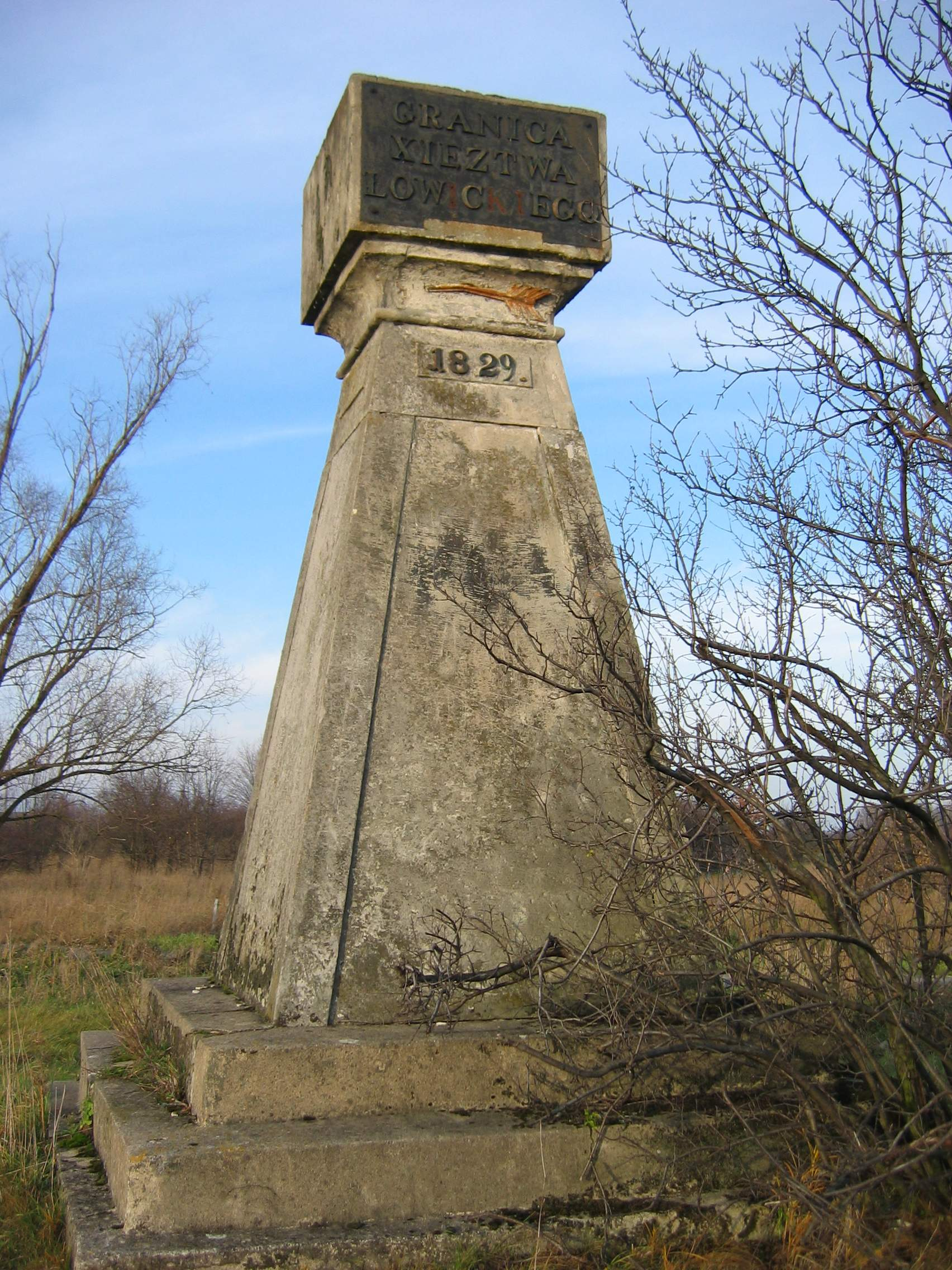
Słup graniczny Księstwa Łowickiego z 1829 w Patokach

Terytorium księstwa zmieniało się w czasie. W średniowieczu zasięg dóbr arcybiskupstwa gnieźnieńskiego odpowiadał lokalnej kasztelanii z siedzibą w Łowiczu. W XVI wieku późniejsze księstwo łowickie obejmowało dwa miasta (Łowicz i Skierniewice) oraz 116 wsi.
Dekretem cesarskim z dnia 9 lipca 1822 r. wydanym w Petersburgu określono granice zewnętrzne księstwa. Należały do niego folwark i grunty po dawnym zamku łowickim, niektóre grunty pod Łowiczem, a w Skierniewicach pałac, ogród i folwark. Dodatkowym nadaniem carskim z 1829 roku majętność ta zwiększyła się o ekonomie Skierniewice, Głuchów, Bąków, Jeziorko i Kompina.
W 1842 roku księstwo łowickie obejmowało swoim zasięgiem 69498 morg, a na jego terytorium znajdowały się dwa miasta oraz ok. 200 wsi, w których w sumie mieszkało ok. 50 tysięcy mieszkańców. Oprócz przedrozbiorowych dóbr arcybiskupstwa gnieźnieńskiego, w skład księstwa wchodziło wówczas miasteczko Iłów z przyległymi wsiami, w powiecie łowickim dobra: Chruśle, Rybi oraz Trzcianka, w pow. rawskim Wólka Krosnowska.